# سباق الجائزة الكبرى للدراجات النارية موسم 1998
سباق الجائزة الكبرى للدراجات النارية موسم 1998 كان النسخة الـ 50 من بطولة العالم التي نظمها الاتحاد الدولي للدراجات النارية. تكون الموسم من 14 سباقا بدأ بجائزة اليابان الكبرى للدراجات النارية في 5 أبريل وانتهى بجائزة الأرجنتين الكبرى للدراجات النارية في 25 أكتوبر. كان ميك دوهان بطل الموسم لفئة 500 سي سي.

## النتائج
| الجولة | التاريخ   | الجائزة الكبرى                          | الحلبة                           | 125 سي سي        | 250 سي سي        | 500 سي سي    | التقرير |
| ------ | --------- | --------------------------------------- | -------------------------------- | ---------------- | ---------------- | ------------ | ------- |
| 1      | 5 أبريل   | جائزة اليابان الكبرى للدراجات النارية   | حلبة سوزوكا                      | كازوتو ساكاتا    | دايجيرو كاتو     | ماكس بياجي   | التقرير |
| 2      | 19 أبريل  | جائزة ماليزيا الكبرى للدراجات النارية   | حلبة جوهر                        | نوبورو أويدا     | تيتسويا هارادا   | ميك دوهان    | التقرير |
| 3      | 3 مايو    | جائزة إسبانيا الكبرى للدراجات النارية   | حلبة خيريز                       | كازوتو ساكاتا    | لوريس كابيروسي   | أليكس كريفيل | التقرير |
| 4      | 17 مايو   | جائزة إيطاليا الكبرى للدراجات النارية   | حلبة موجيلو                      | تومومي مانكو     | مارسيلينو لوكتشي | ميك دوهان    | التقرير |
| 5      | 31 مايو   | جائزة فرنسا الكبرى للدراجات النارية     | حلبة بول ريكارد                  | كازوتو ساكاتا    | تيتسويا هارادا   | أليكس كريفيل | التقرير |
| 6      | 14 يونيو  | جائزة مدريد الكبرى للدراجات النارية     | حلبة ديل خاراما                  | لوسيو سيكتشينيلو | تيتسويا هارادا   | كارلوس تشيكا | التقرير |
| 7      | 27 يونيو  | كأس هولندا السياحية                     | حلبة أسن تي تي                   | ماركو ميلاندري   | فالنتينو روسي    | ميك دوهان    | التقرير |
| 8      | 5 يوليو   | جائزة بريطانيا الكبرى للدراجات النارية  | دونينجتون بارك                   | كازوتو ساكاتا    | لوريس كابيروسي   | سيمون كرافار | التقرير |
| 9      | 19 يوليو  | جائزة ألمانيا الكبرى للدراجات النارية   | ساتشسينرينج                      | تومومي مانكو     | تيتسويا هارادا   | ميك دوهان    | التقرير |
| 10     | 23 أغسطس  | جائزة التشيك الكبرى للدراجات النارية    | حلبة برنو                        | ماركو ميلاندري   | تيتسويا هارادا   | ماكس بياجي   | التقرير |
| 11     | 6 سبتمبر  | جائزة إيمولا الكبرى                     | حلبة إنزو دينو فيراري            | تومومي مانكو     | فالنتينو روسي    | ميك دوهان    | التقرير |
| 12     | 20 سبتمبر | جائزة كتالونيا الكبرى للدراجات النارية  | حلبة دي كاتلونيا                 | تومومي مانكو     | فالنتينو روسي    | ميك دوهان    | التقرير |
| 13     | 4 أكتوبر  | جائزة أستراليا الكبرى للدراجات النارية  | حلبة الجائزة الكبرى بجزيرة فيليب | ماساو أزوما      | فالنتينو روسي    | ميك دوهان    | التقرير |
| 14     | 25 أكتوبر | جائزة الأرجنتين الكبرى للدراجات النارية | حلبة أوسكار جالفيز               | تومومي مانكو     | فالنتينو روسي    | ميك دوهان    | التقرير |